# Kung Fu Panda 4
Kung Fu Panda 4 este un film de animație, fiind o comedie americană cu arte marțiale din 2024, produs de DreamWorks Animation și distribuit de Universal Pictures. Este al patrulea lungmetraj din franciza Kung Fu Panda și continuarea lui Kung Fu Panda 3 (2016). Filmul a fost regizat de Mike Mitchell, co-regizat de Stephanie Ma Stine (la debutul ei regizoral), scris de Darren Lemke și echipa de scenariști formată din Jonathan Aibel și Glenn Berger și produs de Rebecca Huntley. Acesta îi prezintă pe Jack Black, Ian McShane, Dustin Hoffman, James Hong și Bryan Cranston reluând rolurile din filmele anterioare, cu Awkwafina, Ke Huy Quan, Ronny Chieng, Lori Tan Chinn și Viola Davis alăturându-se distribuției ca personaje noi. În film, Po (Black), care trebuie să-și găsească și să-și antreneze succesorul ca noul Războinic Dragon, formează o echipă cu vulpea bandit Zhen (Awkwafina) pentru a o învinge pe vrăjitoarea malefică The Chameleon (Davis), înainte ca aceasta să fure abilitățile de kung-fu ale tuturor maeștrilor din China.
Regizorii Jennifer Yuh Nelson și Alessandro Carloni au fost întrebați despre posibilitatea unui al patrulea film Kung Fu Panda înainte de lansarea celui de-al treilea film în ianuarie 2016, Nelson afirmând mai târziu în august 2018 că este deschisă pentru o a patra parte. DreamWorks a anunțat oficial cel de-al patrulea film în august 2022, cu comunicarea din aprilie 2023 a regizorului, co-regizorului și respectiv producătorului, aceștia fiind Mitchell, Ma Stine și Huntley. Cea mai mare parte a distribuției vocale principale, împreună cu Aibel și Berger în calitate de scriitori și co-producători, a revenit în decembrie 2023, iar, în urma castingului, Awkwafina a fost distribuită în mai a acelui an. Implicarea lui Lemke a fost confirmată în februarie 2024. Compozitorul Hans Zimmer, care colaborase pentru ultimele trei filme (primele două împreună cu John Powell și al treilea singur), a revenit în această calitate alături de colaboratorul frecvent Steve Mazzaro. Unele active de producție suplimentare au fost împrumutate de la Jellyfish Pictures.
Kung Fu Panda 4 a avut premiera la AMC 14 Theatre din The Grove din Los Angeles pe 3 martie 2024 și a fost lansat în cinematografe în Statele Unite pe 8 martie. Filmul a primit, în general, recenzii pozitive de la critici și a fost un succes în cinematografe, încasând peste 549 de milioane de dolari în întreaga lume, la un buget de 85 de milioane de dolari, făcându-l al șaselea film cu cele mai mari încasări din 2024.

## Distribuție
- Jack Black - Po
- Awkwafina - Zhen
- Viola Davis - The Chameleon
- Dustin Hoffman - Master Shifu
- James Hong - Mr. Ping
- Bryan Cranston - Li Shan
- Ian McShane - Tai Lung
- Ke Huy Quan - Han
- Lori Tan Chinn - Granny Boar
- Ronny Chieng - Captain Fish
- Harry Shum Jr. - Scott